# カナダ史年表
カナダ史年表（カナダしねんぴょう）は、カナダの歴史上の重要事項を年表形式で叙述する。

## 前史
- 1000年頃 ノルウェー人のレイフ・エリクソンがヴィンランド（現在のニューファンドランド島最北端）に上陸する。
- 1497年 イングランド王ヘンリー7世の命を受けてブリストルを出航したイタリア人の不動産業者ジョン・カボット（ジョヴァンニ・カボート）が6月24日、現在のニューファンドランド島に上陸し、同島沖合いに巨大なタラ漁場（グランドバンクス）を発見する。
- 1523年 フランス王フランソワ1世の命を受けたフィレンツェのジョヴァンニ・デ・ヴェラザノが大西洋岸を探検し、現在のノヴァスコシア州を「アカディア」と名付ける。
- 1534年 フランソワ1世の命を受けたフランス人ジャック・カルティエが7月にガスペ半島に上陸し、1541年にかけてセントローレンス川を遡上探検。

## フランス領時代
- 1535年 カルティエが9月7日にスタダコナ（現在のケベック・シティ）、10月にはオシュラガ（現在のモントリオール）に到着し、これらをフランス領土と宣言する。
- 1541年 フランス人ロベルバルが開拓民を率いてスタダコナに到着し、フランス植民地を築く。
- 1576年 イングランド人マーティン・フロビッシャーがノースウェスト地方を探検しバフィン島に上陸する。
- 1583年 イングランド女王エリザベス1世の命をうけたイングランド人ハンフリー・ギルバート (Humphrey Guillbert) がニューファンドランド島に到着し、同島をイングランド領土と宣言するも、帰路遭難して死亡する。
- 1605年 アンリ4世の命を受けたフランス人サミュエル・ド・シャンプランとピエール・ド・モンがポール・ロワイヤル（現在のノヴァスコシア州アナポリス・ロイヤル）に植民地を築く。
- 1608年 7月3日、シャンプランがケベックに要塞（プラス・ロワイヤル）を築き、ヌーヴェル・フランスの首都とする。
- 1610年 イギリス東インド会社の委託を受けたイングランド人ヘンリー・ハドソン（Henry Hudson, 1550年? - 1611年）が、現在のハドソン湾に到着する。
- 1613年 シャンプランとエティエンヌ・ブルレがオンタリオでネイティヴ・アメリカンと接触する。
- 1642年 ポール・ド・ショメディ・メゾンヌーブがヴィル・マリー（後のモントリオール）を建設する。
- 1662年 フランスがニューファンドランドのプラセンティアに要塞を築く。
- 1670年 イングランドの国策会社であるハドソン湾会社 (HBC) が設立され、ルパート・ランドを国王チャールズ2世から拝領する。
- 1678年 12月7日、フランス人の宣教師ルイ・ヘネピンによりナイアガラの滝が発見される。
- 1689年 フランスとイングランドとの間でウィリアム王戦争（大同盟戦争）が勃発し（ - 1698年）、これに呼応してイングランドの植民地軍がアカディアを攻略する。
- 1690年頃 ハドソン湾会社が派遣したヘンリー・ケルシーがサスカチュワンを探検する。
- 1697年 ライスワイク条約が締結される。
- 1700年 フランスとイングランドなどとの間でアン女王戦争（スペイン継承戦争）が勃発（ - 1715年）。
- 1710年 フランスの支配していたポール・ロワイヤルが陥落。アン女王にちなんでアナポリス・ロイヤルと改名される。
- 1713年 フランスがユトレヒト条約によりハドソン湾、ノヴァスコシアおよびニューファンドランドをイギリス領と認める。
- 1719年 フランス人が現在のプリンス・エドワード島に入植する。
- 1744年 フランスとイギリスの間でジョージ王戦争（オーストリア継承戦争）が勃発し（ - 1748年）、イギリスがフランスのルイブール要塞を占領する。
- 1747年 ノヴァスコシア半島のグランプレにおいてイギリス人100人余りが虐殺される。
- 1748年 10月18日、アーヘンの和約により、イギリスはベルギー、マドラスの解放の代償としてルイブール要塞をフランスに返還する。
- 1754年 フレンチ・インディアン戦争（七年戦争）が勃発（ - 1763年）。イギリス軍とフランス・インディアンの同盟軍がオハイオ川流域の支配権を巡って争う。ハドソン湾会社社員のイギリス人アンソニー・ヘンディ（Anthony Hendey）が現在のアルバータ州に到着する。
- 1755年 イギリスのチャールズ・ローレンス総督がアカディアン追放令を発布。住民の強制移動が行われる。ルイジアナに追放された人々はケイジャンと呼ばれる。
- 1758年 イギリスがルイブール要塞を占領する。
- 1759年 9月13日、エイブラハム平原の戦いが起こる。ジェームズ・ウルフ（1727年 - 1759年）が率いるイギリス軍によりルイ・ジョゼフ・ド・モンカム（1712年 - 1759年）の率いるフランス軍が大敗し、ケベックの要塞が陥落。なお、両将軍ともに戦死する。
- 1760年 9月、イギリス軍がモントリオールを陥落する。
- 1763年 パリ条約によりサンピエール島とミケロン島を除く全土がイギリスの植民地となる。
- 1774年 ケベック法が制定され、フランス系住民懐柔のためケベックにフランス民法の適用と宗教（カトリック信仰）の自由および領主制の維持が認められる。スペイン人が現在のブリティッシュコロンビア州にやってくる。
- 1778年 イギリス人ジェームズ・クックがバンクーバー島に到着する。後にノースウェスト会社（北西会社）に参加するピーター・ボンドが現在のアルバータに毛皮交易所を建設する。
- 1779年 ノースウェスト会社（北西会社）が設立される。
- 1784年 6月、ニューブランズウィックがノヴァスコシアから分離され、独立州となる。
- 1791年 カナダ立憲条例により、ケベックがオタワ川を境界にアッパー・カナダ（現在のオンタリオ州、英語圏）とローワー・カナダ（現在のケベック州、フランス語圏）の2植民地に分離される。
- 1793年 イギリスのジョージ・バンクーバー総督が太平洋岸一帯の正確な海図を作るため調査を行う。奴隷制度禁止法が制定される。
- 1808年 ノースウェスト会社社員のサイモン・フレーザーが太平洋に到達する。
- 1812年 米英戦争が勃発し、カナダはイギリス側に参戦する。ハドソン湾会社の株主でスコットランド貴族の第5代セルカーク伯爵トーマス・ダグラスがハドソン湾会社から現在のマニトバ州南部を譲渡され、入植地（アシニボイア）を築く。
- 1816年 ハドソン湾会社とノースウェスト会社が毛皮交易をめぐって争うセブン・オークスの戦いが発生する。
- 1818年 1818年の条約により、ロッキー山脈以東のカナダとアメリカの国境が北緯49度線に確定する。
- 1821年 ハドソン湾会社とノースウェスト会社が合併する。
- 1825年 イギリス人のジョン・フランクリン率いる探検隊がユーコン沿岸に停泊する。
- 1832年 ハドソン湾会社がセルカーク伯からアシニボイアを買収する。
- 1837年 オンタリオのマッケンジー（Mackenzie, 1795年 - 1861年）及びケベックのパピノー（Papineau, 1786年 - 1871年）の反乱に乗じて、アメリカ軍が国境を侵略する。
- 1839年 イギリスのダールム総督が、本国に対してオンタリオとケベックとの統合を勧告する（ダールム報告）。
- 1841年 イギリス議会で連合法が可決され、アッパー・カナダとローワー・カナダがカナダ植民地として統合される。両者はそれぞれカナダ・ウェスト、カナダ・イーストとなる。
- 1843年 ハドソン湾会社のジェームズ・ダグラスがバンクーバー島において毛皮交易所を建設し、現在のヴィクトリアの礎を築く。
- 1846年 アメリカとイギリスがオレゴン条約を締結。オレゴン地域の境界線が北緯49度線に確定する。

## 自治領
- 1848年 カナダ植民地は外交権以外の自治権が認められる。ノヴァスコシアの責任政府が認められる。
- 1855年 ニューファンドランドの責任政府が認められる。
- 1857年 ヴィクトリア女王の裁定により、フランス系のモントリオールとイギリス系のトロントとの中間地点であるオタワが連邦政府の首都に定められる。
- 1858年 現在のブリティッシュ・コロンビア州のフレーザー川下流で金が発見され、ゴールドラッシュが始まる。同州が植民地化される。
- 1864年 シャーロットタウンにおいて連邦結成の会議が開催される。またケベック会議により、連邦結成のための72ヶ条の決議（ケベック決議）がなされる。
- 1866年 イギリス領バンクーバー島植民地がイギリス領ブリティッシュコロンビア植民地と統合する。
- 1867年 ケベック決議を受けて起草された英領北アメリカ法 (BNA) により、7月1日、オンタリオ、ケベック、ノヴァスコシア、ニューブランズウィックのイギリス植民地が統合され、連邦国家である自治領カナダが誕生する。同法には、連邦政府と州政府との権限区分が規定されている。初代首相は保守党のジョン・A・マクドナルド。
- 1869年 レッド・リヴァーの反乱勃発。現在のマニトバ州でルイ・リエルが、メティ（ネイティブカナディアンとフランス人の混血）を率いて反乱を起こし、12月に臨時政府を樹立。
- 1870年 7月15日、ルパート・ランドのマニトバ州が連邦に加入する。連邦がハドソン湾会社の保有していたノースウェスト地方を買収し、同地はマニトバ州が管理することとなる。
- 1871年 ブリティッシュ・ロンビア州が連邦に加入する。
- 1873年 プリンスエドワードアイランド州が連邦に加入する。
- 1877年 長崎出身で横浜の大工、永野万蔵（1855年 - 1924年）が日本人初のカナダ移民としてバンクーバーに到着する。
- 1885年 ノースウェスト反乱。3月、ルイ・リエルが、レジャイナにおいて再び反乱を起こすが、ミドルトン将軍 (F.D.Middleton) によって鎮圧され、5月15日に降伏。国家反逆罪で処刑される。大陸横断鉄道が完成される。カナダ最古の国立公園であるバンフ国立公園設立。
- 1887年 横浜 - バンクーバー間に定期航路が開かれる。
- 1889年 バンクーバーに日本総領事館が設立される。
- 1893年 現在のユーコン準州の原型が形成される。
- 1896年 自由党のウィルフリッド・ローリエがフランス系初の首相となる。ユーコンのクロンダイクで金鉱が発見され、ゴールドラッシュが起こる。
- 1898年 ユーコン準州が正式に発足する。
- 1905年 9月1日、アルバータ、サスカチュワンの2州がルパート・ランドから分離独立し、残りの地域がノースウェスト準州となる。
- 1914年 カナダ、第一次世界大戦に参戦
- 1917年 ナショナル・ホッケー・リーグ (NHL) が発足。徴兵法を可決。
- 1918年 連邦において女性の選挙権が認められる。
- 1919年 パリ講和会議で連邦にイギリスとは独立した代表権が与えられる。
- 1920年 国際連盟に加入する。
- 1921年 自由党のウィリアム・ライアン・マッケンジー・キングが第10代首相となる。

## 建国以降
- 1926年 アーサー・バルフォアの報告書により、連邦に外交権が認められ国際的に完全な主権国家としての地位を獲得する。
- 1931年 イギリス議会のウェストミンスター憲章により連邦の自治権が認められ、イギリスからの実質的な独立を果たす。
- 1939年 カナダ、第二次世界大戦参戦
- 1941年 対日宣戦布告
- 1942年 前年の日本の真珠湾攻撃により、日本人全員の太平洋沿岸部からの立退命令が発せられる。
- 1944年 国連憲章に署名する。
- 1945年 サスカチュワン州でトミー・ダグラス率いる社会主義政党の協同連邦党 (CCF) が政権党となる。
- 1946年 3月、12億5千万ドルの借款をイギリスへ供与し、ポンドの交換性をまだ回復できないイギリスの命綱となる。
- 1948年 世界人権宣言に署名する。
- 1949年 3月31日、ニューファンドランド州がカナダの連邦政府に加入する。北大西洋条約機構（NATO）に加盟する。英領北米法が改正され、国名から「自治領」の文字が外される。
- 1950年 イヌイットが選挙権を獲得する。
- 1960年 ネイティブ・カナダ人が選挙権を獲得する。
- 1961年 カナダ権利章典が採択される。
- 1962年 カナダ大陸横断道路（全長7,775km）の完成。9月29日、アメリカの協力を得てアルエット1号（Alouette 1）を打ち上げ、アメリカ、イギリスに次いで世界で3番目の通信衛星保有国となる。
- 1963年 3月28日、ケベック独立分離主義派のケベック解放戦線（FLQ）が、モントリオールで爆弾テロを起こし、イギリスのジェームス・ウルフ将軍の銅像を破壊する。二言語・二文化委員会が発足される。
- 1965年 2月15日、カナダの国旗（「メイプルリーフ旗」）制定。
- 1967年 モントリオールで連邦成立100周年を記念してモントリオール万国博覧会（エキスポ）が開催される。
- 1968年 ピエール・トルドーが首相に就任（ - 1979年、1980年 - 1984年）。
- 1968年 ルネ・レヴェック（Rene Leveque, 1922年 - 1987年）が連邦からの分離独立を旗印とするケベック党を結成する。
- 1970年 選挙権の与えられる年齢が21歳から18歳に引き下げられる。ケベック解放戦線が10月5日、イギリスのクロス商務官を、さらに10月10日にはケベック州のラボルト労働相を誘拐する。10月17日、労働相は遺体で発見され、連邦政府が戒厳令を敷く（オクトーバー・クライシス）。
- 1971年 10月8日、首相のトルドーが多文化主義宣言を行い、二言語・多文化主義を採用する。
- 1974年 ケベック州において、フランス語のみを公用語と規定する公用語法が制定される。9月25日、日本の内閣総理大臣田中角栄が、トロント大学から名誉法学博士号を授与される。
- 1976年 モントリオールで夏季オリンピックモントリオール大会開催。トロントに世界一の高さを誇るCNタワーが建造される。ケベック州で、ケベック党が政権党となる。
- 1977年 ケベック州議会が、フランス語憲章を制定する。
- 1980年 7月1日、『オー・カナダ』を国歌と宣言する。ケベック州で、州政府に連邦政府との交渉権限を認めるか否かの是非を問う州民投票が行われ、否決される。
- 1982年 4月、イギリス女王エリザベス2世がオタワの国会議事堂においてカナダ憲法に署名し、これが公布され法律的に完全な主権国家となる。ただし、ケベック州は署名を拒否する。
- 1984年 5月14日、ジャンヌ・ソーベ（英語版）が初の女性総督に就任する。
- 1985年 ケベック・シティがユネスコにより世界遺産に登録される。
- 1986年 バンクーバーでバンクーバー国際交通博覧会が開催される。
- 1987年 ミーチ・レイク協定（ケベック州は他州とは異なる特別の地位を持つとする内容）が提案されるが、各州の一致に至らず。第2回フランコフォニー国際機関サミットがケベック・シティで開催。
- 1988年 冬季カルガリーオリンピック開催。7月21日に多文化主義法（カナダ多文化政策法）制定。
- 1989年 アメリカとの間の自由貿易協定（FTA）が発効する。
- 1991年 シャーロットタウン協定が提案される。
- 1992年 10月26日、ケベックに特別の地位を与えるかどうかの是非を問う国民投票が行われ、否決される。
- 1993年 自由党のジャン・クレティエンが首相に就任。ヌナブト協定が締結される。
- 1994年 1月1日、カナダ・アメリカにメキシコを加えた北米自由貿易協定 (NAFTA) が発足する。ケベック州において、ケベック党が政権を獲得。
- 1995年 ケベック州において、ケベックの連邦からの分離独立の是非を問う州民投票が行われ、僅差で否決される。
- 1996年 6月、ケベック州でルシアン・ブシャールが州首相に就任。
- 1998年 1月1日、アメリカとの間の関税が原則撤廃される。
- 1999年 4月1日、ヌナブト準州が設立される。ケベック州の州民投票において、ケベックの連邦からの分離独立が僅差で否決される。9月、第8回フランコフォニー国際機関サミットがニューブランズウィック州モンクトンで開催
- 2002年 6月、カナナスキスで第28回主要国首脳会議（サミット）が開催される。
- 2003年 自由党のポール・マーティンが連邦の第27代首相に就任。
- 2005年 ミサイル防衛への不参加を表明。
- 2006年 保守党のスティーヴン・ハーパーが第28代首相に就任。
- 2010年 バンクーバーオリンピックが開催される。